# Thamiaraea cinnamomea
Thamiaraea cinnamomea är en skalbaggsart som först beskrevs av Johann Ludwig Christian Gravenhorst 1802.  Thamiaraea cinnamomea ingår i släktet Thamiaraea, och familjen kortvingar. Arten är reproducerande i Sverige.